# Льодяне яйце Нобеля
Великоднє «Льодяне яйце Нобеля» — ювелірний виріб фірми Карла Фаберже, виготовлений на замовлення Еммануїла Нобеля у 1914 році.

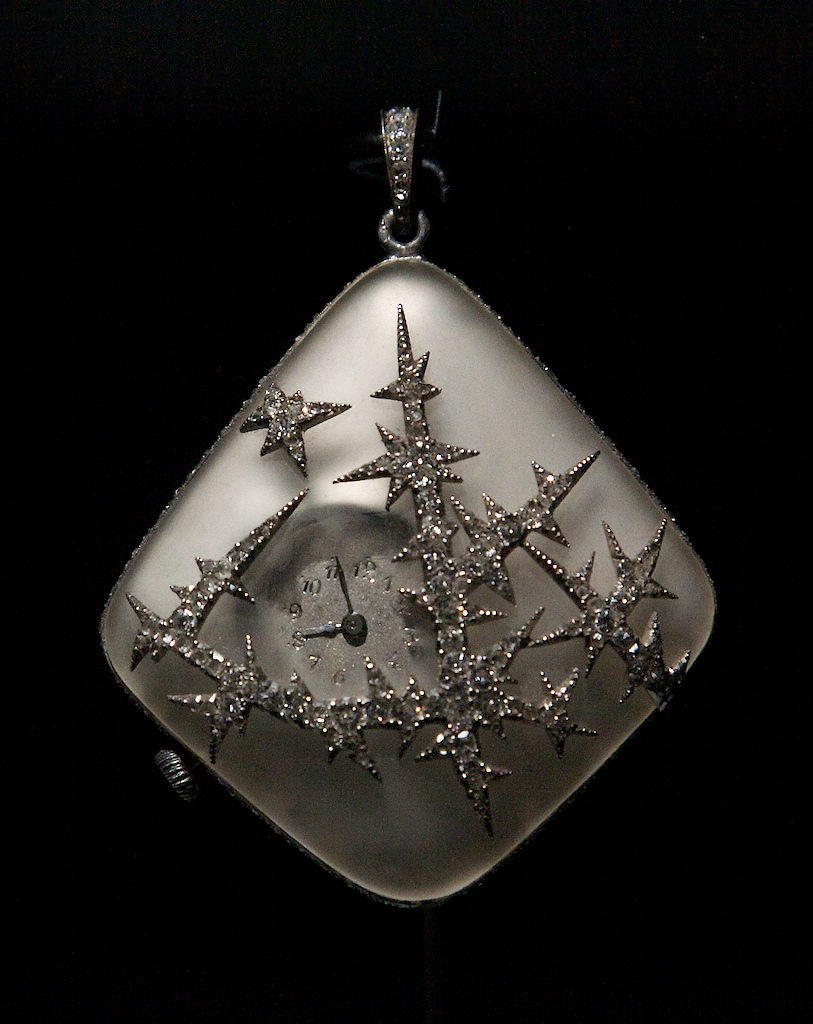
Сюрприз-годинник «Льодяного яйця»